# Rua de Sá da Bandeira
A Rua de Sá da Bandeira é um arruamento na freguesia de Santo Ildefonso da cidade do Porto, em Portugal.

## Origem do nome
A rua foi assim chamada em homenagem a Bernardo de Sá Nogueira de Figueiredo, figura proeminente das Guerras Liberais, nomeadamente do episódio do Cerco do Porto.

## História
A rua começou a ser aberta em 1836, através de terrenos que pertenciam à abandonada cerca dos padres Congregados, que fugiram do Porto, abandonando o convento, quando D. Pedro entrou na cidade à frente do Exército Libertador. 
A intenção do município, ao rasgar esta nova artéria, foi a de estabelecer uma ligação rápida e directa entre a então Praça de D. Pedro e a Rua do Bonjardim. As obras começaram em 1836 mas só sete anos depois (1843) se começaram a construir casas e as primeiras que se levantaram foram as que ficaram com as traseiras voltadas para a Viela dos Congregados. 
Em 1848 no cunhal do prédio que fazia esquina da nova artéria com a antiga parte do Bonjardim, ou seja, no cunhal do prédio que viria, mais tarde, a dar lugar a outro onde esteve o Banco Pinto de Magalhães, construiu-se uma fonte pública, com duas bicas que era alimentada pelo manancial de Camões. Por volta de 1875 a Câmara deliberou arrasar as Vielas da Neta e fazer o prolongamento da Rua de Sá da Bandeira para o Norte. 

Um ano depois estavam feitas todas as expropriações e começou o rompimento da rua que iria prolongar o troço já existente até à Rua Formosa. 

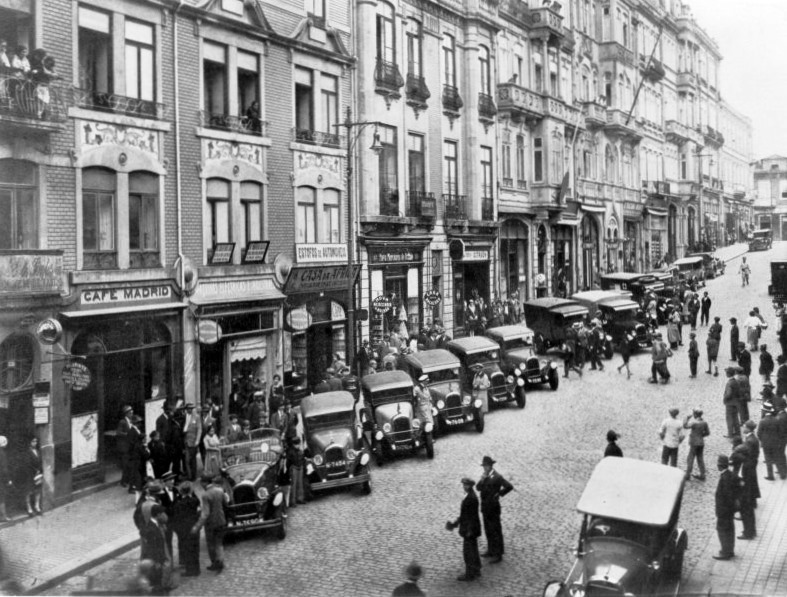
Rua de Sá da Bandeira antigamente.

Em 1880 já esta parte estava aberta ao trânsito. Em 1904 começaram as obras para continuidade da Rua de Sá da Bandeira até à Rua de Fernandes Tomás. 
Onze anos depois as obras voltaram-se para Sul, porque o vereador Elísio de Melo resolveu alargar a parte da Rua do Bonjardim, compreendida entre a nova Rua de Sá da Bandeira e a então chamada Rua de Santo António. 
Concluída a obra foi este renovado troço considerado como um prolongamento da Rua de Sá da Bandeira e nela incorporado e à parte que ligava a Rua do Bonjardim à Praça foi dado o nome de Sampaio Bruno. Corria o ano de 1916. Começavam as obras para a abertura da Avenida dos Aliados.

## Ponto de interesse
- Solar do Conde de Bolhão
- Mercado do Bolhão
- Café A Brasileira (Porto)
- Teatro de Sá da Bandeira

## Acessos
- Estação Bolhão
- Linhas 201, 301, 304, 305, 501, 600, 801 e 905 dos STCP.